# Radio ondes rouges
 (avril 2019).
Radio ondes rouges, était une radio pirate d'extrême gauche, située à ses débuts à Offemont puis à Belfort, en service de 1978 à 1981,. Elle disposait d'un émetteur de 100 watts pour diffuser en modulation de fréquence.

## Histoire
En 1978,, huit personnes dont des membres de la CGT,de la CFDT, de l'OCT (Organisation communiste des travailleurs), ainsi que des militants féministe et écologistes, fondent la radio, dans une grange à Offemont. Les premières émissions ont lieu lors des élections législatives,. Elle émet une fois par semaine de 19h00 à 20h30.  
En  février 1979, deux militants sont arrêtés, puis remis en liberté faute de preuves.
En octobre et novembre 1979, la radio soutient la grève d'Alsthom, et lance Radio Alsthom sur le toit de la Maison du peuple de Belfort.
En 1980, elle s'installe à l’intérieur de la Maison du peuple, change de nom pour Radio Libre Écho Belfort et émet deux heures par jour. 
En 1981, faute de militants, elle arrête toutes diffusions. Elle laisse son émetteur allumé pendant plusieurs mois, afin qu'aucune autre radio puisse utiliser sa fréquence.

## Programmes
Radio ondes rouges a retransmis en direct des concerts, des festivals de musique organisés à Belfort ou encore des actions syndicales. Des thèmes plus nationaux furent aussi abordés : lutte du Larzac, renvois de livrets militaires, féminisme.
Dominique Voynet fit partie de l'équipe de Radio ondes rouges,. Plusieurs émissions seront émises depuis son domicile, idéalement situé, à Cravanche, commune surplombant Belfort.  
Plusieurs personnes notables passeront aussi à l'antenne de Radio ondes rouges: Émile Gehant (Maire de Belfort), Jean-Pierre Chevènement, Christian Proust, Louis Bertrand et Huguette Bouchardeau (tous deux membres du PSU).